# Біоміцин
Біоміцин — антибіотичний препарат; одержаний з культуральної рідини актиноміцету Streptomyces aureofaciens. Кристалічний порошок золотистожовтого кольору, гіркий на смак.
Основною частиною біоміцину є ауреоміцин, який нині пішов з ринку, вилучений з фармакопеї всіх країн світу та з реєстру медичних препаратів в Україні. Приймався всередину при шигельозі, пневмонії, коклюші, бруцельозі, туляремії, висипному тифі, інфекціях сечовивідних шляхів; вживався місцево в розчині — при лікуванні опіків, флегмон тощо.

## Цікаві факти
За часів СРСР «біоміцином» також жартома називали низькоякісне «біле міцне» вино.